# Torneo di Wimbledon 2018 - Doppio femminile per invito
Cara Black e Martina Navrátilová erano le detentrici del titolo, ma sono state sconfitte in finale da Kim Clijsters e Rennae Stubbs con il punteggio di 6-3, 6-4.

## Tabellone

### Legenda
| - Q = Qualificato - WC = Wild card - LL = Lucky loser | - ALT = Alternate - SE = Special Exempt - PR = Protected Ranking | - w/o = Walkover - r = Ritirato - d = Squalificato |

### Gruppo A
|    |                                      | Bartoli Hantuchová | Black Navratilova | Davenport Fernández | Martínez Schett  | RR W–L | Set W–L | Game W–L | Standings |
| A1 | Marion Bartoli Daniela Hantuchová    |                    | 1–6, 3–6          | 6–4, 6–3            | 7–5, 3–6, [10–8] | 2–1    | 4–3     | 27–30    | 2         |
| A2 | Cara Black Martina Navrátilová       | 6–1, 6–3           |                   | 6–3, 6–3            | 6–4, 6–3         | 3–0    | 6–0     | 36–17    | 1         |
| A3 | Lindsay Davenport Mary Joe Fernández | 4–6, 3–6           | 3–6, 3–6          |                     | 4–6, 6–4, [6–10] | 0–3    | 1–6     | 23–35    | 4         |
| A4 | Conchita Martínez Barbara Schett     | 5–7, 6–3, [8–10]   | 4–6, 3–6          | 6–4, 4–6, [10–6]    |                  | 1–2    | 3–5     | 29–33    | 3         |

La classifica viene stilata in base ai seguenti criteri: 1) Numero di vittorie; 2) Numero di partite giocate; 3) Scontri diretti (in caso di due giocatori pari merito ); 4) Percentuale di set vinti o di games vinti (in caso di tre giocatori pari merito ); 5) Decisione della commissione.

### Gruppo B
|    |                              | Austin Keothavong | Clijsters Stubbs | Li Sugiyama      | Majoli Sfar      | RR W–L | Set W–L | Game W–L | Standings |
| B1 | Tracy Austin Anne Keothavong |                   | 3–6, 3–6         | 1–6, 4–6         | 7–5, 3–6, [7–10] | 0–3    | 1–6     | 21–36    | 4         |
| B2 | Kim Clijsters Rennae Stubbs  | 6–3, 6–3          |                  | 6–1, 6–4         | 6–2, 6–2         | 3–0    | 6–0     | 36–15    | 1         |
| B3 | Li Na Ai Sugiyama            | 6–1, 6–4          | 1–6, 4–6         |                  | 6–4, 4–6, [10–8] | 2–1    | 4–3     | 28–27    | 2         |
| B4 | Iva Majoli Selima Sfar       | 5–7, 6–3, [10–7]  | 2–6, 2–6         | 4–6, 6–4, [8–10] |                  | 1–2    | 3–5     | 26–33    | 3         |

La classifica viene stilata in base ai seguenti criteri: 1) Numero di vittorie; 2) Numero di partite giocate; 3) Scontri diretti (in caso di due giocatori pari merito ); 4) Percentuale di set vinti o di games vinti (in caso di tre giocatori pari merito ); 5) Decisione della commissione.